# 塞上风云
《塞上风云》是中国电影制片厂1940年出品的电影，由阳翰笙编剧，应云卫执导，由黎莉莉、舒绣文、周峰、陈天国等主演。改编自阳翰笙1937年创作的同名电影剧本。

## 其他改编
《塞上风云》的电影剧本于1938年改编为同名话剧，由汉口华中图书公司出版，列为“抗战戏剧丛书”之四。